# 海恩堡
海恩堡（德語：Hainburg，發音：[ˈhaɪnbʊʁk]）是德国黑森州达姆施塔特行政区奥芬巴赫县的市镇，面积15.94平方千米，2023年12月31日人口为14,444人。